# Adams County (Idaho)
Adams County ist ein County im Bundesstaat Idaho der Vereinigten Staaten. Der Verwaltungssitz (County Seat) ist Council.

## Geographie
Das County liegt im Nordwesten von Idaho, grenzt im Westen an Oregon und hat eine Fläche von 3548 Quadratkilometern, wovon 14 Quadratkilometer Wasserfläche sind. Es grenzt im Uhrzeigersinn an folgende Countys: Idaho County, Valley County, Gem County und Washington County.

## Geschichte
Adams County wurde am 3. März 1911 aus Teilen des Washington County gebildet. Benannt wurde es nach dem US-Präsidenten John Adams.
Die ersten Menschen, die hier siedelten, waren einige kleinere Stämme der Shoshonen. Danach zogen um 1862 mehrere Goldsucher durch dieses Gebiet, auf dem Weg zu den Goldfunden im Ada County. Die ersten weißen Siedler war die aus Deutschland stammende Familie George und Elizabeth Moser mit ihren Kindern, die auf dem Gebiet des heutigen Council siedelten und dort am 19. November 1878 die erste Poststation eröffneten. Einen Eisenbahnanschluss bekam das Gebiet 1882.
7 Bauwerke und Stätten des Countys sind als Denkmäler im National Register of Historic Places eingetragen.

## Demografische Daten
Nach der Volkszählung im Jahr 2000 lebten im Adams County 3.476 Menschen in 1.421 Haushalten und 1.031 Familien. Die Bevölkerungsdichte betrug 1 Person / km². Ethnisch betrachtet setzte sich die Bevölkerung zusammen aus 96,29 Prozent Weißen, 1,41 Prozent amerikanischen Ureinwohnern, 0,14 Prozent Asiaten, 0,06 Prozent Afroamerikanern, 0,03 Prozent Bewohnern aus dem pazifischen Inselraum und 0,92 Prozent aus anderen ethnischen Gruppen; 1,15 Prozent stammten von zwei oder mehr Ethnien ab. 1,55 Prozent der Bevölkerung waren spanischer oder lateinamerikanischer Abstammung.
Von den 1.421 Haushalten hatten 28,0 Prozent Kinder unter 18 Jahren, die bei ihnen lebten. 63,3 Prozent davon waren verheiratete, zusammenlebende Paare. 5,7 Prozent waren allein erziehende Mütter und 27,4 Prozent waren keine Familien. 23,2 Prozent waren Singlehaushalte und in 9,9 Prozent lebten Menschen mit 65 Jahren oder älter. Die Durchschnittshaushaltsgröße betrug 2,42 und die durchschnittliche Familiengröße war 2,83 Personen.
23,9 Prozent der Bevölkerung waren unter 18 Jahre alt, 4,6 Prozent zwischen 18 und 24 Jahre, 22,6 Prozent zwischen 25 und 44 Jahre, 32,7 Prozent zwischen 45 und 64 Jahre. 16,1 Prozent waren 65 Jahre oder älter. Das Durchschnittsalter betrug 44 Jahre. Auf 100 weibliche Personen kamen 105,4 männliche Personen. Auf 100 Frauen im Alter von 18 Jahren und darüber kamen 102,1 Männer.
Das jährliche Durchschnittseinkommen der Haushalte betrug 28.423 USD, das Durchschnittseinkommen der Familien 32.335 USD. Männer hatten ein Durchschnittseinkommen von 29.097 USD, Frauen 14.408 USD. Das Prokopfeinkommen betrug 14.908 USD. 11,7 Prozent der Familien und 15,1 Prozent der Einwohner lebten unterhalb der Armutsgrenze.

## Orte im Adams County
Citys
| - Council - New Meadows |

Unincorporated Communitys
| - Bear - Beer Bottle Crossing - Cuprum | - Fruitvale - Goodrich - Indian Valley | - Meadows - Mesa - Tamarack |

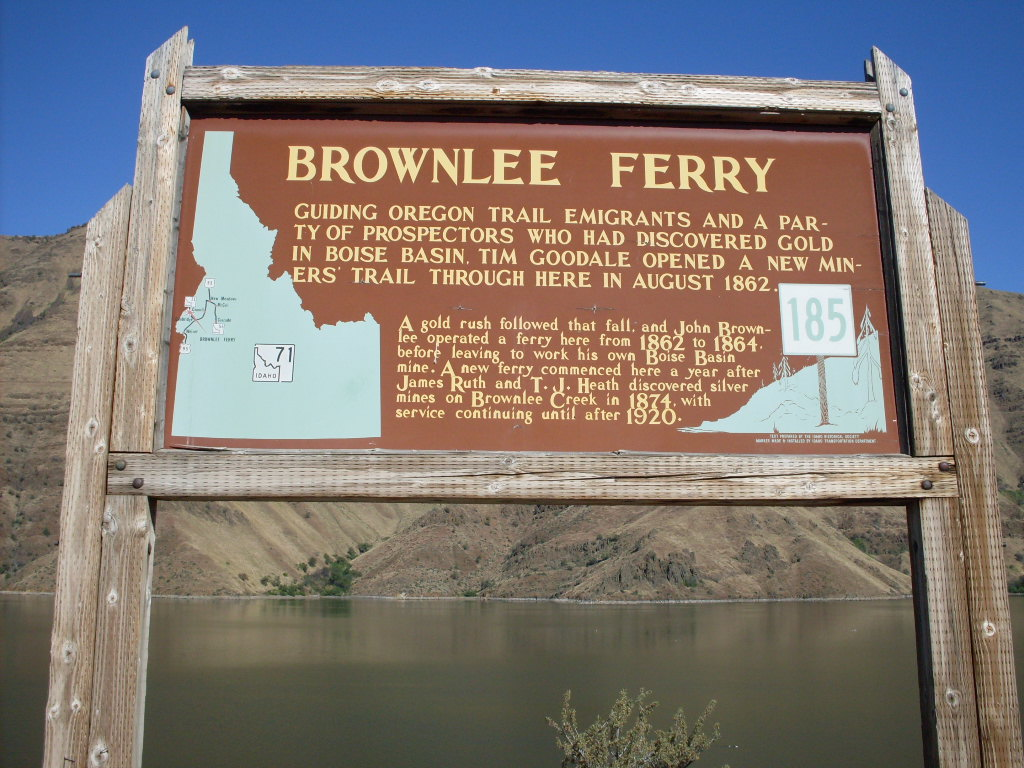
Brownlee Ferry
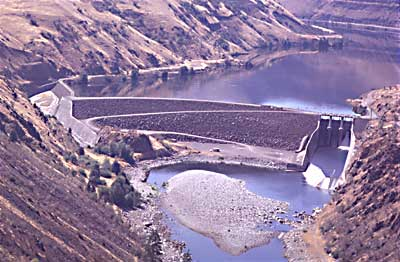
Oxbow-Staudamm
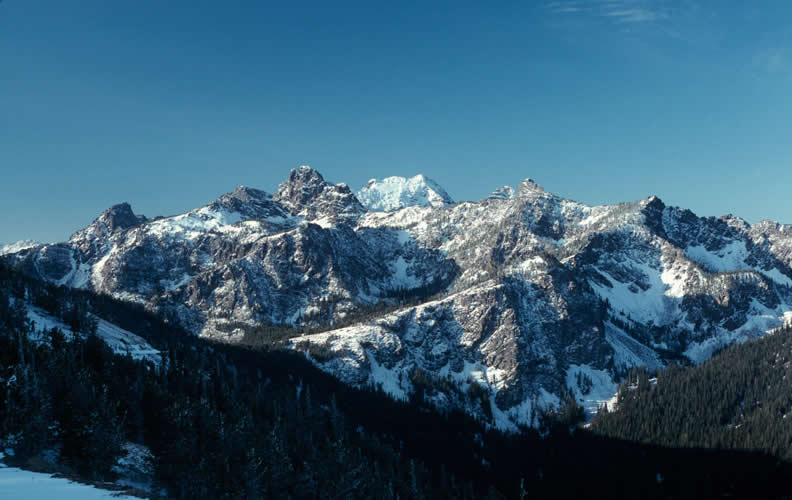
Seven Devils Mountains